# Murexin
Die 1931 gegründete österreichische Firma Murexin ist ein Hersteller verschiedener bauchemischer Produkte, unter anderem für den Bereich Bautenschutz. Die seit 1987 zur Schmid Industrie Holding gehörende Firma hat ihren Hauptsitz, inklusive Produktionsstätte, Zentrallager und einem Kompetenzzentrum in Wiener Neustadt. 2009 erwirtschaftet das Unternehmen etwa 100 Millionen Euro Umsatz. Murexin ist mit eigenen Standorten oder Vertriebspartnern in mehr als 30 Ländern, in der EU, Osteuropa, der Türkei, Israel und Russland vertreten.

## Fliesenverlegetechnik
Das Unternehmen produziert Mörtel und Klebstoffe für Fliesen und Platten.

## Bautechnik und Bauchemie
Traditionell entwickelte Murexin Produkte, die dem Bereich der Bauchemie zuzuordnen sind.

## Durlin
Im Jahr 2000 übernahm Murexin den österreichischen Farben- und Lackhersteller Durlin, der Fassadenputze, Fassadenanstrichfarben, Dispersionsfarben, Lacke (wie Schutzlacke für Holz, Metall und Beton) und spezielle Produkte auf Wasserbasis herstellte. 2010 wurde die Marke Durlin durch Murexin ersetzt.

## Sportsponsoring
Das Unternehmen ist Hauptsponsor des österreichischen Futsalvereines Murexin All Stars und der österreichischen Futsal Bundesliga.